# Fretin
Fretin é uma comuna francesa na região administrativa de Altos da França, no departamento do Norte. Estende-se por uma área de 13.17 km². Em 2010 a comuna tinha 3 367 habitantes (densidade: 255,7 hab./km²).